# Angles-sur-l’Anglin
Angles-sur-l’Anglin – miejscowość i gmina we Francji, w regionie Nowa Akwitania, w departamencie Vienne.
Według danych na rok 1990 gminę zamieszkiwały 424 osoby, a gęstość zaludnienia wynosiła 29 osób/km² (wśród 1467 gmin regionu Poitou-Charentes Angles-sur-l’Anglin plasuje się na 610. miejscu pod względem liczby ludności, natomiast pod względem powierzchni na miejscu 606.).